# Македонізм
Македонізм — єретичний з точки зору канонічних церков рух, що виник у середині IV століття та був названий на честь архієпископа Константинополя, Македонія. Рух заперечував божественність Святого Духу.
Виник за часів, коли церква перебувала у стані постійних теологічних суперечок з аріанами, які заперечували односутність Бога Отця й Бога Сина та, як наслідок, божественність Ісуса Христа.
Формально рух було засуджено як єретичний 381 року на Першому Константинопольському соборі.
Послідовників цього радикального руху також називають духоборцями.